# Теснолистен божур (защитена местност)
Теснолистен божур е защитена местност на територията на село Волуяк. Заема площ 13,52 хектара.
Защитената местност е обявена на 28 август 2017 г. с цел опазване на растителен вид теснолистен божур (Paeonia tenuifolia) и неговото местообитание.
На територията на защитената местност се забраняват:
- строителството на сгради и съоръжения и поставянето на преместваеми обекти, с изключение на ремонт, възстановяване и поддръжка на язовирната стена и хидротехническите съоръжения към нея и 500-метровия участък под преливното съоръжение, съгласно изискванията на Закона за водите;
- промяната на предназначението и начина на трайно ползване на ливадите, водните течения и водните площи;
- разораването и залесяването на имотите, попадащи в границите на защитената местност;
- внасянето на неместни растителни видове;
- паленето на огън;
- търсенето, проучването и добивът на подземни богатства;
- дейностите, свързани с промяна на водните течения.

На 9 ноември 2024 г. голям пожар обхваща около 5,74 хектара от защитената местност край село Волуяк, като унищожава надземната растителност, местообитания на насекоми и дребни животни. Щетите за биологичното разнообразие ще могат да бъдат оценени през пролетта и лятото на 2025 г., когато ще е възможно да се проследи степента на възстановяване на местообитанието.